# Servei d'Investigació Prehistòrica
El Servei d'Investigació Prehistòrica és una institució dedicada a la recerca arqueològica vinculada a la Diputació de València. Es va fundar en 1927, com una institució científica dedicada a investigar, conservar i difondre el patrimoni arqueològic valencià. Actualment està vinculat al Museu de Prehistòria de València.
La seua creació va estar vinculada a la tasca de l'arqueòleg aficionat alcoià Fernando Ponsell Cortés, que va oferir-li a la Diputació de València la col·lecció recopilada en les investigacions realitzades a jaciments de les comarques centrals. Va ser Isidre Ballester Tormo qui va aconsellar l'adquisició d'esta col·lecció, condicionada a la creació d'una institució que servira per a propulsar els estudis referents a la matèria, així com un Museu on exposar les troballes. Tot i estar vinculat a la Diputació de València, ja des de la seua creació tenia vocació d'abastar tot el territori valencià.
A iniciativa també de Ballester, es va crear el Museu de Prehistòria de València. El museu va ser anomenat de Prehistòria i no d'Arqueologia en un intent d'aminorar el camp d'actuació del mateix a causa de l'aleshores baix pressupost.
En els orígens es pot trobar el Centre de Cultura Valenciana, creat en 1915 i que va mostrar gran interès per temes arqueològics. Seria en 1928 quan es crearia la secció d'arqueologia del CCV, presidida per Nicolau-Primitiu. També en estes dates es crearia el Laboratori d'Arqueologia de la Universitat de València.
Durant la Guerra Civil Espanyola i els primers anys de la postguerra la investigació arqueològica valenciana s'interromp, si bé ja hi havia hagut una retallada de pressupost en 1933. En 1950, Domingo Fletcher assumeix la direcció de l'ens.